# Gian Giacomo Migone
Gian Giacomo Migone (Stoccolma, 25 maggio 1940) è un politico e storico italiano.

## Biografia
Nato in Svezia il 25 maggio 1940, è figlio di Bartolomeo Migone (ambasciatore d'Italia presso la Santa Sede dal 1957 al 1964) e di Jacquette 'Quettan' Hamilton.
Nel 1959 ha conseguito la licenza liceale presso il liceo italiano Leonardo da Vinci di Parigi. Inizialmente iscritto alla Facoltà di giurisprudenza dell'Università di Roma (ove, nel 1960 è stato presidente del Centro universitario Sportivo-CUS di Roma), si è laureato in scienze politiche presso l'Università Cattolica del Sacro Cuore di Milano (1965) e ha conseguito il Master of Arts in storia moderna e contemporanea presso l'Università di Harvard (1966), dove ha studiato, dal 1964 al 1966, in qualità di Harkness Fellow of the Commonwealth Fund e Visiting Scholar presso il Center for International Affairs, superando gli esami orali del Ph.D. nel 1966.
Inizia la sua carriera lavorativa come impiegato presso l'ufficio stampa del Comitato Organizzatore dei Giochi della XVII Olimpiade, svoltisi a Roma nel 1960. Dal 1956 al 1962 è stato corrispondente dall'Italia del trisettimanale sportivo svedese "Idrottsbladet" (direttore Torsten Tegnér). Dal 1976 al 1978 è stato amministratore del "Quotidiano dei lavoratori". È stato editorialista di politica estera de "L'Italia", quotidiano cattolico di Milano (direttore Giuseppe Lazzati) dal 1962 al 1964.
Consulente di politica internazionale della FIM-CISL e della Federazione Lavoratori Metalmeccanici (FLM) dal 1967 al 1972, nello stesso periodo è stato membro del consiglio generale della CISL di Torino; è stato cofondatore e membro della segreteria nazionale della CISL-Università. Dal 1972 al 1978 è stato cofondatore e dirigente nazionale dell'ACPOL, del Movimento Politico dei Lavoratori, del Partito di Unità Proletaria e di Democrazia Proletaria.
Vive a Torino, dove ha insegnato Storia dell'America del Nord; in seguito è stato titolare della cattedra di Storia delle relazioni Euro-Atlantiche all'Università degli Studi di Torino dal 1969 al 2010, in aspettativa per mandato parlamentare dal 1992 al 2001. Nel 1980-81 è stato visiting scholar presso la School of Advanced International Studies (SAIS) di Washington. Nel 1989-90 è stato titolare della Lauro de Bosis Lectureship of Italian Civilization presso l'Università Harvard. Dal 2011 al 2017 è stato membro del Consiglio della Fondazione Compagnia di San Paolo (Torino). È membro dell’Advisory Board del Center for European Studies della Columbia University.
Dal 1991 è stato cofondatore e dirigente nazionale del Partito Democratico della Sinistra, nonché membro del Bureau del Partito del Socialismo Europeo. Dal 1990 al 1992 è stato membro del consiglio comunale di Torino. Dal 1992 al 2001 è stato senatore della Repubblica per il Partito democratico della sinistra (PDS) e poi per i Democratici di Sinistra (DS). Dal 1994 al 2001 ha presieduto la Commissione Esteri del Senato; è stato inoltre presidente dell'Advisory Board dello Staff College dell'ONU e della Commissione Affari Civili dell'Assemblea Parlamentare della NATO. Con lo scioglimento dei Democratici di Sinistra, è tornato indipendente di sinistra.
Ha collaborato a riviste e giornali, tra cui "Rivista di storia contemporanea", "Relazioni sociali", Rivista storica italiana, Il Manifesto, "Quotidiano dei lavoratori", l'Unità, La Stampa, Le Monde, La Repubblica, Il Fatto Quotidiano.
A Torino, nel 1984, ha fondato L'Indice dei libri del mese, insieme con altri intellettuali di professione; ne è stato anche primo direttore, dal 1984 al 1990, del cui comitato editoriale e del cui consiglio di amministrazione è anche membro. Nell'agosto del 1996 è stato promotore, insieme a Gian Luigi Beccaria ed altri intellettuali, autori e docenti, italiani e stranieri, dell'appello per la permanenza del Salone del Libro a Torino, contro la proposta dell'Aie ( Associazione italiana editori) di trasferire la kermesse a Milano ( v. La Stampa del 6.9.2016 ), a cui ha fatto seguito, su iniziativa di Mario Montalcini,  la costituzione dell'Associazione " Amici del Salone" formata da un gruppo di editori in dissenso dalla   dell'Aie. Il Salone Internazionale del Libro è rimasto a Torino  e rappresenta la più importante manifestazione italiana nel settore dell'editoria.
Nel 2016 ha firmato l'appello de Il Fatto Quotidiano a sostegno delle ragioni per il "No" per il referendum costituzionale sulla riforma Renzi-Boschi.

## Vita privata
È sposato con Anna Viacava. Da un precedente matrimonio con Donata Origo ha avuto tre figli: Bartolomeo (1965), Sebastiano (detto Seboo, 1968), Thi Sao (1968).

## Opere principali
- Gli Stati Uniti e le prime misure di stabilizzazione della lira: estate 1926, in un volume a cura di Giorgio Spini, Gian Giacomo Migone, Massimo Teodori, Venezia, Marsilio, 1976
- I banchieri americani e Mussolini. Aspetti internazionali della quota novanta, Torino, Rosenberg & Sellier, 1979
- Gli Stati Uniti e il fascismo: alle origini dell'egemonia americana in Italia, Milano, Feltrinelli, 1980, ISBN 9781107002456
  - The United States and Fascist Italy. The Rise of American Finance in Europe, with a preface and translated by Molly Tambor, New York, Cambridge University Press, 2015.